# 明清八大家
明清八大家意在繼承唐宋八大家，用八位散文家代表明朝与清朝的文學成就。各家提出的明清八大家所选人物不同。

## 王文濡《明清八大家文钞》
王文濡所编的《明清八大家文钞》于1915年出版，录文386篇。入选八家为明朝的归有光与清朝的方苞、刘大櫆、姚鼐、梅曾亮、曾国藩、张裕钊、吴汝纶。其中清朝七家皆为桐城派及其支脉。

## 徐世昌《明清八大家文钞》
徐世昌於1931年亦编有《明清八大家文钞》二十卷，八家与王文濡所选稍有不同，刘大櫆未入选而另选贺涛。

## 錢仲聯《明清八大家文選叢書》
錢仲聯於2001年主编出版《明清八大家文選叢書》，入選八家为明朝的劉基、歸有光、王世貞与清朝的顧炎武、姚鼐、張惠言、龔自珍、曾國藩。